# Давід Фарінанго
Давід Фарінанго (ісп. David Farinango, 20 жовтня 2000) — еквадорський плавець.
Учасник Олімпійських Ігор 2020 року, де в марафонському плаванні на дистанції 10 кілометрів посів 15-те місце.